# Himeros
Himeros is in de Griekse mythologie de personificatie van de liefdesbegeerte. 
Hij daagt vaak op als begeleider, en menigmaal ook als dubbelganger, van Eros en soms zelfs van Aphrodite.
Als Aphrodite voor Cyprus uit het zeeschuim opstijgt, vormen Eros en Himeros haar gevolg. Himeros gold ook als vader van Asopos, wiens moeder Kleodike was.